# Questions
"Questions" är en låt framförd av den kanadensiska sångaren Tamia, inspelad till hennes tredje studioalbum More (2004). Låten skrevs och producerades av R. Kelly.

## Bakgrund och utgivning
Under sommaren 2003 upplevde den kanadensiska sångaren Tamia stora framgångar som gästartist på den amerikanska rapparen Fabolous' singel "Into You", en omarbetning av Tamias 1990-tals hit "So Into You". Den nya versionen introducerade sångaren för en ny, yngre målgrupp och blev en topp-tio hit på amerikanska singellistan. Med den ökade uppmärksamheten passade Tamias skivbolag, Sylvia Rhone-drivna Elektra Records, på att ge ut solonumret "Officially Missing You". Låten var huvudsingeln från hennes tredje studioalbum Still som planerades för utgivning i augusti samma år. Tamia hade färdigställt innehållsförteckningen och påbörjat marknadsföring för projektet när hon tvingades ställa in utgivningen på grund av en MS-diagnos. Hon återupptog arbetet en tid senare och beslutade sig för att byta ut flera låtar och döpa om albumet till More. Majoriteten av innehållet från Still behölls, däribland "Officially Missing You", "Still" och "Questions". Den sistnämnda låten gavs ut som albumets andra singel den 10 februari 2004 som en ny försmak av albumet som hade planerad utgivning i mars 2004.

## Inspelning och komposition
"Questions" skrevs och producerades av den amerikanska artisten R. Kelly. Den spelades in av Andy Gallas, Ian Merness och Steve Bearsley vid Rockland Studios i Chicago, Illinois.

## Mottagande, kommersiell prestation och musikvideo
"Questions" mottog blandad kritik från professionella musikjournalister. Jason King från Vibe Magazine tyckte att låten fick Tamia att låta "underarbetad" medan People.com beskrev den som "luxuös". "Questions" blev en måttlig framgång för Tamia. Den gick in på plats 76 på Billboards förgreningslista Hot R&B/Hip-Hop Songs 19 februari 2004. Följande vecka klättrade den till plats 61. I sin tredje vecka på listan nådde den plats 50. 24 april 2004 nådde låten plats 40, vilket blev dess topposition på listan. Musikvideon till "Questions" regisserades av Darren Grant och hade premiär på musiktjänsten Launch. Enligt Billboard Video Monitor som publicerar videotopplistor sammansatta av Nielsen Broadcast Data Systems, lades videon till i spellistan på BET:s musikvideolista 13 mars 2004. Samma vecka gick den in på plats 23 på listan. 8 maj 2004 nådde videon sin topposition på listan, plats 19.

## Format och låtlistor
| 1. | "Questions" | 3:27 |

| 1. | "Questions" (Album Version) | 3:26 |

## Medverkande
Information hämtad från studioalbumets skivhäfte
- Tamia – huvudsång, bakgrundssång
- R. Kelly – låtskrivare, producent, ljudmix
- Donnie Lyle – gitarr
- Andy Gallas – inspelning, programmering
- Ian Merness – inspelning, programmering, ljudmix
- Steve Bearsley – inspelning
- Nathan Wheeler – programmering (assistans)
- Jason Mlodzinski – programmering (assistans)

## Topplistor
| Lista (2007)                          | Högsta listplacering |
| ------------------------------------- | -------------------- |
| USA Hot R&B/Hip-Hop Songs (Billboard) | 40                   |